# Мы победили!
«Мы победи́ли!» — музыкальный сборник, выпущенный ко Дню Победы в 2006 году. Сборник содержит кавер-версии песен о Великой Отечественной войне в аранжировках различных российских рок-исполнителей.
Идея выпуска сборника принадлежит Дмитрию Судзиловскому, лидеру группы «Тринадцатое Созвездие».

## История создания
Идея записать сборник рок-песен о Великой Отечественной войне принадлежала лидеру группы «Тринадцатое Созвездие» Дмитрию Судзиловскому.

Эта идея меня посещала давно, но первым человеком, кому я предложил принять участие в сборнике, был Дима Спирин. Мы ехали с ним на машине в Ярославль. Я сказал, что хочу замутить такой сборник. «А я и название знаю! „Мы победили!“» — ответил Дима. И тут же сказал, что хочет спеть для сборника песню «У деревни Крюково», которую пел в нашем детстве ансамбль «Пламя». Я же очень хотел перепеть песню Булата Окуджавы «Десятый наш десантный батальон» из фильма «Белорусский Вокзал». Мне всегда нравилась эта песня.— Дмитрий Судзиловский
Сборник «Мы победили!» не был собран из песен, ранее записанных и уже выходивших в номерных альбомах коллективов. Только две песни из семнадцати были записаны и изданы ранее: это песня «22 июня» в исполнении Гарика Сукачёва («Фронтовой альбом», 2001) и песня «На всю оставшуюся жизнь» в исполнении группы «Гражданская оборона» (альбом «Звездопад», 2002). По вопросу включения этих песен в альбом «Мы победили!» компания «АиБ Records» вела переговоры с записавшими их лейблами-правообладателями (Grand Records и «Мистерия звука»). Песня «Два Максима» была записана группой «Запрещённые барабанщики» для альбома «Нас не трогай!», однако этот альбом увидел свет только в 2008 году, так что песня впервые была издана на сборнике «Мы победили!». Группа «Тринадцатое Созвездие» включила песню «Десятый наш десантный батальон» в свой альбом «Принцип Жёсткой Нарезки» 2007 года. Остальные треки со сборника «Мы победили!» никогда не появлялись на других музыкальных релизах.
Представители компании «АиБ Records» встретились со всеми авторами (или наследниками авторов, если самих авторов уже не было в живых) и получили согласие на издательство песни и её переработку в рок-варианте. Все с пониманием откликнулись на идею проекта. Правда, две песни, записанные для сборника «Мы победили!», пришлось не включать в него, так как с обладателями прав на музыку договориться не удалось. Это песня из кинофильма «Семнадцать мгновений весны» (музыка Микаэла Таривердиева), записанная для альбома Ксенией Сидориной, и песня «Тёмная ночь» (музыка Никиты Богословского), записанная группой «Скрэтч». Также не удалось договориться с менеджментом группы «Чайф» о включении в сборник «Мы победили!» уже записанной ансамблем песни «Бери шинель, пошли домой» (альбом «Симпатии», 2000).
Изначально своё согласие на участие в проекте «Мы победили!» дали также коллективы «Агата Кристи», «Ария» и «Алиса». Переговоры также велись с группами «Король и Шут» и «Пилот». Но в свете разных причин эти группы не смогли принять участие в проекте. К примеру, группа «Ария» хотела записать для пластинки свою версию известной песни «На безымянной высоте». В итоге эта песня попала в сборник, но в исполнении группы «Фиги». Что касается Константина Кинчева, то он хотел записать для проекта «Мы победили!» эпохальную композицию «Священная война», но не смог найти внутреннего согласия относительно аранжировки данной песни. «Я хочу сделать либо хорошо, либо никак, — говорил он, — а хорошо — это чтобы самому безукоризненно нравилось».

## Обложка альбома
Картинки для обложки диска нарисовал художник Максим Щаников, использовав в качестве образца фото военных лет. Вёрстка обложки — Дмитрий Дзюба. Кроме названия альбома «Мы победили!» на лицевой обложке (где изображён момент водружения красного знамени над Рейхстагом), есть надпись «Великой Победе посвящается». На обороте буклета к диску размещён текст, написанный Дмитрием Судзиловским, в котором он благодарит всех участников записи, предлагает вспомнить о боли, которую принёс в Россию фашизм, а также призывает сказать тому нет.

## Список композиций
| №                   | Название                      | Текст песни           | Музыка              | Исполнитель                   | Длительность |
| ------------------- | ----------------------------- | --------------------- | ------------------- | ----------------------------- | ------------ |
| 1.                  | «Священная война»             | В. Лебедев-Кумач      | А. Александров      | Rossomahaar                   | 1:58         |
| 2.                  | «22 июня»                     | Б. Ковынев            | Е. Петерсбурский    | Гарик Сукачёв & Неприкасаемые | 4:12         |
| 3.                  | «У деревни Крюково»           | С. Островой           | М. Фрадкин          | Тараканы!                     | 2:40         |
| 4.                  | «Иди, любимый мой…»           | Ф. Кравченко          | Т. Хренников        | Дочь Монро и Кеннеди          | 1:42         |
| 5.                  | «На безымянной высоте»        | М. Матусовский        | В. Баснер           | Фиги                          | 3:11         |
| 6.                  | «Песня фронтового шофёра»     | Б. Ласкин             | Б. Мокроусов        | Spitfire                      | 2:26         |
| 7.                  | «Давно мы дома не были»       | А. Фатьянов           | В. Соловьёв-Седой   | Ольга Арефьева & Ковчег       | 3:09         |
| 8.                  | «10-й наш десантный батальон» | Б. Окуджава           | Б. Окуджава         | Тринадцатое Созвездие         | 3:00         |
| 9.                  | «Колоколенка»                 | Л. Сергеев            | Л. Сергеев          | Монгол Шуудан                 | 4:09         |
| 10.                 | «Эх, дороги…»                 | Л. Ошанин             | А. Новиков          | Элизиум                       | 3:57         |
| 11.                 | «В землянке»                  | А. Сурков             | К. Листов           | Декабрь                       | 3:35         |
| 12.                 | «Бухенвальдский набат»        | А. Соболев            | В. Мурадели         | Пурген                        | 3:14         |
| 13.                 | «Два Максима»                 | В. Дыховичный         | С. Кац              | Запрещённые барабанщики       | 2:50         |
| 14.                 | «Дорога на Берлин»            | Е. Долматовский       | М. Фрадкин          | Distemper                     | 2:30         |
| 15.                 | «От героев былых времён…»     | Е. Агранович          | Р. Хозак            | Разные люди                   | 3:07         |
| 16.                 | «Последний бой»               | М. Ножкин             | М. Ножкин           | E.S.T.                        | 2:41         |
| 17.                 | «На всю оставшуюся жизнь»     | Б. Вахтин, П. Фоменко | В. Баснер           | Гражданская оборона           | 3:01         |
| Общая длительность: | Общая длительность:           | Общая длительность:   | Общая длительность: | Общая длительность:           | 51:31        |

## Дополнительно
- Большинство треков было записано на московской студии Moscow Sound[источник не указан 4020 дней];
- Лейбл «АиБ Records» взял на себя расходы только по оплате студии[источник не указан 4020 дней];
- Сборник «Мы победили!» не содержит ни одной песни, написанной участниками проекта. Все произведения, вошедшие в альбом — это известные песни СССР, посвящённые подвигу советского солдата в Великой Отечественной войне. Несмотря на это, позже некоторые интернет-ресурсы разместили рецензии, в которых критиковали группы за примитивность «написанных ими» композиций[2].

## Фестиваль «Мы победили!»
В конце апреля 2010 года компания «АиБ Records» провела в Москве фестиваль «Мы победили!», также приуроченный ко Дню Победы. На фестивале выступили группы «Элизиум», «Бензобак», «Фиги», «Тринадцатое Созвездие» и «Тараканы!».
Пять лет назад рок-музыканты поддержали идею лидера группы XIII Sozvezdие Дмитрия Судзиловского и записали альбом, посвящённый Победе в Великой Отечественной войне. А теперь снова встретились и сыграли эти и другие песни на фестивале в московском клубе «Х.О». В зале был аншлаг, причём главной аудиторией оказались школьники.Российская газета